# A Taste of Cold Steel

A Taste of Cold Steel (Wu lin feng yun, « Un goût d'acier froid ») est un film hongkongais réalisé par Yueh Feng, sorti en 1970 au cinéma.

## Synopsis
Les trois sœurs Gan ont fort à faire pour protéger l'héritage de leur défunt père, une épée disco émettant une lueur violette convoitée par nombre de personnages martiaux plus ou moins patibulaires. L'usage répété de la violence pour résoudre les conflits opposant les différents personnages amènera bon nombre de ces derniers à éprouver le goût de l'acier froid éponyme.

## Fiche technique
- Titre : A Taste of cold steel
- Réalisation : Yueh Feng
- Société de production : Shaw Brothers
- Pays d'origine : Hong Kong
- Format : Couleurs - 2,35:1 - Mono - 35 mm
- Genre : wu xia pian
- Durée : 78 minutes
- Date de sortie : 1970

## Distribution
- Shu Pei-pei : Troisième-sœur
- Chang I : Hsu Chiu
- Essie Lin Chia : Deuxième-sœur
- Chen Hung-lieh : Tien-hsia, prince de Lu
- Wang Hsieh : oncle Hsu
- Yu Ching : Sœur-ainée
- Ku Feng : Tigre-borgne
- Wu Ma : Tigre-malade
- Sammo Hung : membre subalterne du clan du Tigre